# موتور ورتکسی

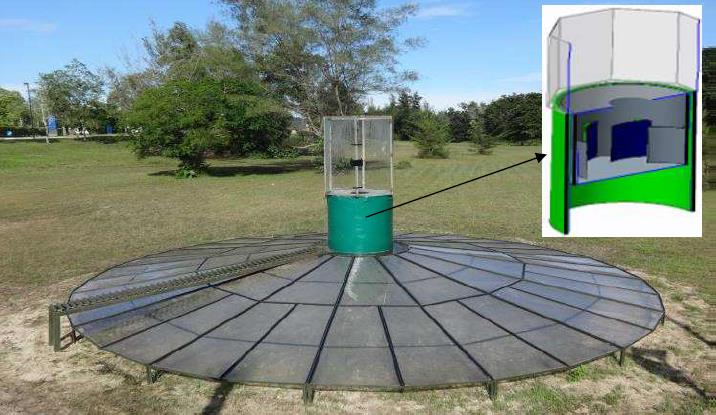
نمونه اولیه موتور ورتکسی خورشیدی در دانشگاه فناوری پتروناس

موتور ورتکسی (انگلیسی: Vortex engine) یا موتور گردابی برای جایگزین کردن دودکش‌های فیزیکی بزرگ با یک گرداب هوا که به وسیله یک سازه کوتاه‌تر و ارزان‌تر ایجاد می‌شود، ارائه شده‌است.